# Wilhelm Elfe
Wilhelm Elfe (* 30. Juli 1843 in Kleinwittenberg; † 9. April 1931 in Wittenberg) war ein Stadtrat und Ehrenbürger von Wittenberg.

## Leben
Am 17. Februar 1874 erwarb Elfe in Wittenberg das Bürgerrecht und verdingte sich als Schornsteinfegermeister. Am 1. Januar 1878 trat Elfe in die Wittenberger Stadtverordnetenversammlung ein und wurde am 21. September 1894 anstelle des ausgeschlossenen Stadtrats Bosse, als Stadtrat in sein Amt eingeführt. Seine langjährige Tätigkeit als Vorsitzender der Baukommission ist dabei besonders hervorzuheben. 
Elfe hat hauptsächlich das Bau und Ökonomiedezernent sein Amt mit hervorragendem Geschick verwaltet. Während seiner Amtszeit wurde unter anderem das Mittelschul- und Elstervorstadtschulgebäude gebaut. Er war nicht nur Stadtrat, sondern auch Mitglied vieler städtischer Kommissionen. Zugleich war Elfe in zahlreichen Vereinen und Korporationen tätig. Deshalb ehrte ihn die Stadt Wittenberg ihn in Anerkennung seiner langjährigen verdienstvollen Tätigkeit als Stadtverordneter und Magistratsmitglied am 12. September 1918 mit der Ehrenbürgerwürde. Am 20. September 1918 schied er aus dem Magistratskollegium aus.